# 더 헌터 (2011년 오스트레일리아 영화)
《더 헌터》(영어: The Hunter)는 오스트레일리아에서 제작된 대니얼 넷하임 감독의 2011년 모험 스릴러 드라마 영화이다. 윌럼 더포 등이 출연하였다.

## 출연진
- 윌럼 더포
- 프랜시스 오코너
- 샘 닐
- 모가나 데이비스
- 핀 우들록
- 야체크 코만
- 캘런 멀비
- 존 브럼프턴
- 설리번 스테이플턴
- 제이미 티머니
- 댄 스필먼
- 마이아 토머스

## 기타 제작진
- 총괄 제작: 리즈 와츠, 폴 위가드
- 배역: 제인 노리스